# Leif Holmqvist
Den här artikeln handlar om Leif "Honken" Holmqvist. "Honken" är även smeknamn på ishockeymålvakten Johan Holmqvist.

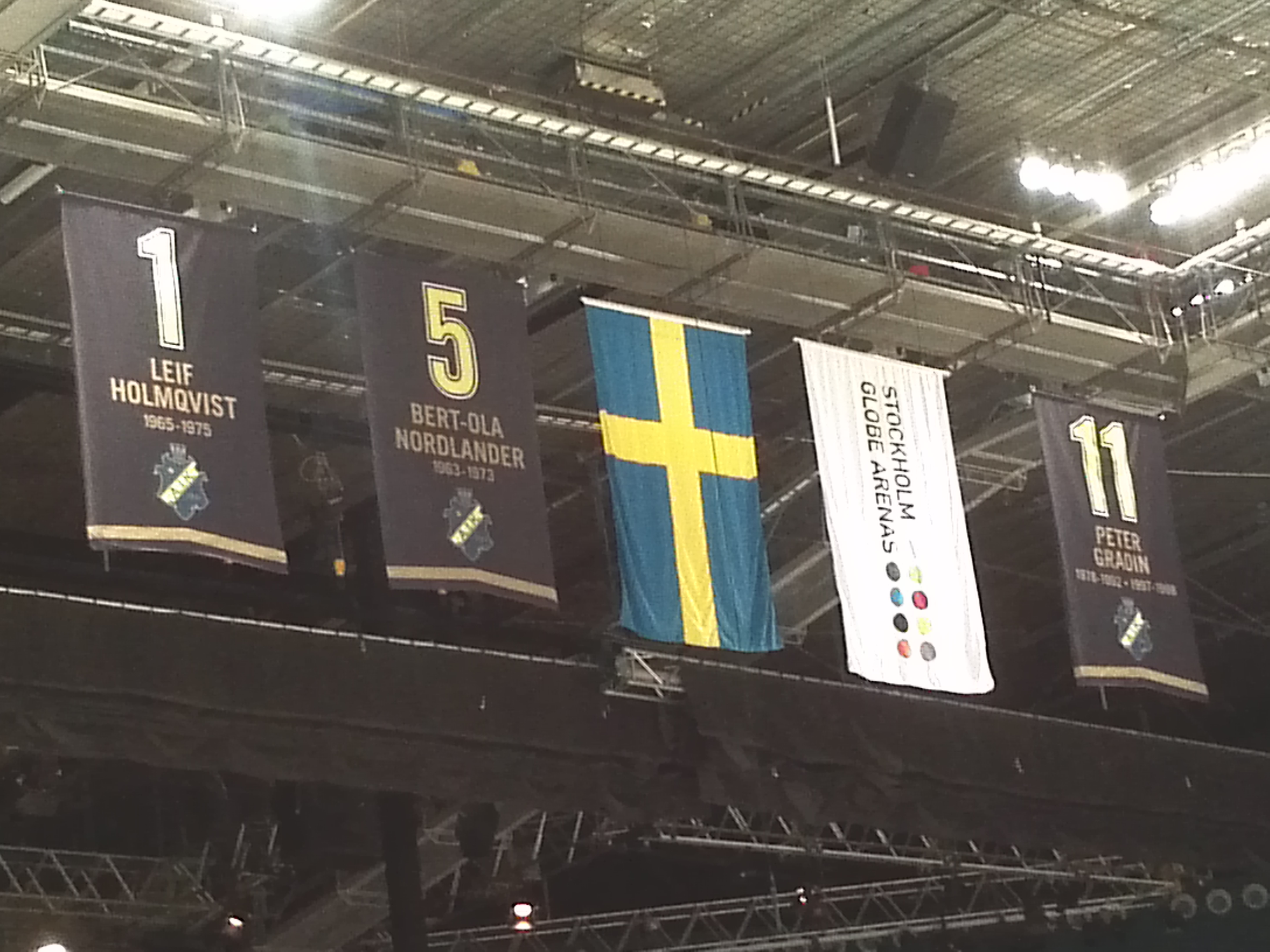
Leif Holmqvists namn på en av AIK Ishockeys banderoller på Johanneshovs isstadion.

Leif Erik "Honken" Holmqvist, född 12 november 1942 i Gävle Staffans församling, är en svensk tidigare ishockeymålvakt. Holmqvist var svensk landslagsmålvakt under tio års tid (1965–1975) och fick sammanlagt sju VM-medaljer.

## Biografi

### Uppväxt och svensk klubbishockey
Moderklubb för "Honken" Holmqvist var Strömsbro IF, som han spelade för 1958–1964. Strömsbro pendlade de åren mellan division 1 och 2. I klubben agerade han också fotbollsmålvakt, företrädesvis i division IV Gästrikland. Därefter flyttade Holmqvist till AIK Ishockey, där han åren 1965–1973 och 1974–1975 spelade 269 seriematcher. 1976–1978  spelade han för HV71. Säsongen 1981–1982 stod han i målet i några matcher för Hanhals IF, innan en skada satte stopp för karriären.

### Professionell karriär
"Honken" Holmqvist var proffs i London Lions 1973–74 samt i Indianapolis Racers i WHA säsongen 1975–1976. London-laget startades av Detroit Red Wings ägare Bruce Norris, som hade planer om att starta en europeisk liga – European Icehockey League – knuten till NHL. Av ligan blev intet, men Lions spelade dock 72 matcher – där "Honken" Holmqvist stod i målet under 49.

### Tre Kronor och renommé
"Honken" Holmqvist spelade 202 A-landskamper. Han var målvakt för Tre Kronor mellan 1965 och 1975 och nådde tre VM-silver och fyra VM-brons och blev 1969 invald i världslaget. 
"Honken" blev genom alla sina framgångsrika år i Division 1 (namnändrades till Elitserien 1975, HV71 spelade i Elitserien första gången säsongen 1979/80) och med Tre kronor en mycket folkkär ishockeymålvakt. Under 1960- och 1970-talen var han målvakten för större delen av Ishockeysverige. Han fick 1968 och 1970 motta Guldpucken för årets svenske ishockeyspelare. Sex år i rad (1965–1970) utsågs han till målvakt i svensk ishockeys "all star team".
"Honken" förknippas ofta med det klassiska uttryck han yttrade under VM-turneringen 1969: "Stolparna är mina bästa vänner". 

### Efter ishockeykarriären
"Honken" Holmqvist är bosatt i Jönköping och arbetar sedan 2011 för Enjoy Event AB, som specialiserar sig på värdskap för företagsträffar, sportevenemang och dylikt. Han har tidigare arbetat som bilförsäljare. "Honken" syns numera regelbundet på HV 71:s hemmamatcher i Kinnarps Arena.
Han är invald som nummer 7 i Svensk ishockeys Hall of Fame.
Under 2020 utkom hans memoarer "Stolparna var mina bästa vänner".

## Honkens trofé
Honkens trofé har fått sitt namn efter "Honken" Holmqvist. Det är ett pris som tilldelas årets målvakt i svensk ishockey instiftat av Sweden Hockey Pool och Ishockeyjournalisternas Kamratförening.